# Chłopiec okrętowy

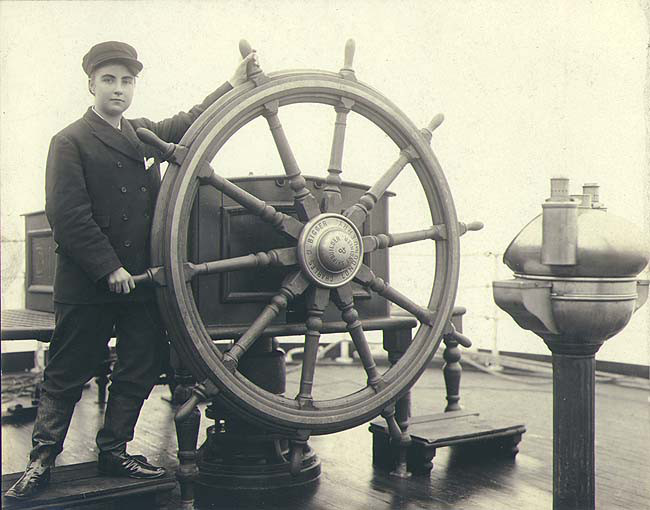
Chłopiec okrętowy

Chłopiec okrętowy (środ. jung a. junga)  – praktykant, kandydat na marynarza albo najmłodszy rangą członek załogi na statku czy okręcie, zatrudniony do wykonywania najprostszych prac.
Chłopcy okrętowi (rzadziej chłopcy pokładowi) zatrudniani byli do wykonywania najprostszych prac na statkach. Używane też było określenie junga, które dzisiaj stosuje się do członków szkolnej załogi żaglowca, zwłaszcza gdy są jednocześnie uczniami szkoły morskiej. Swą karierę w marynarce od pracy zwykłego chłopca pokładowego aż po stopnie oficerskie zaczynał angielski żeglarz James Cook.